# Kék puha tőkehal
A kék puha tőkehal (Micromesistius poutassou) a csontos halak (Osteichthyes) főosztályának a sugarasúszójú halak (Actinopterygii) osztályába, ezen belül a tőkehalalakúak (Gadiformes) rendjébe és a tőkehalfélék (Gadidae) családjába tartozó faj.
A Micromesistius halnem típusfaja.

## Előfordulása
A kék puha tőkehal elterjedési területe az Atlanti-óceán északi része, Grönlandtól, Kanadától és az USA északkeleti részétől, egészen az Északi- és a Barents-tengerekig, valamint a Földközi-tenger nyugati fele. Keleten az előfordulásának a déli határa az afrikai Bojador-foknál található.

## Megjelenése

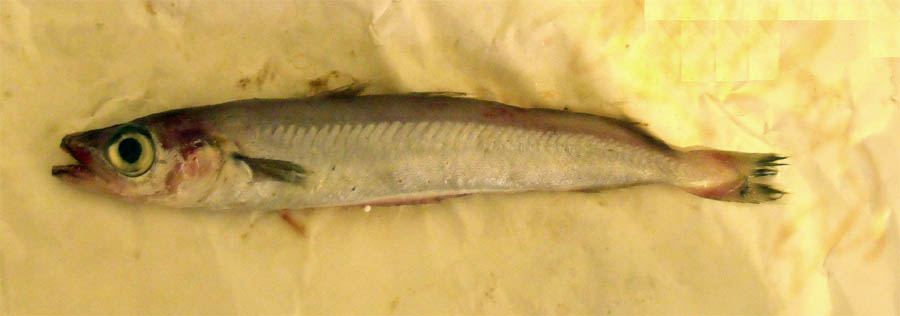
Kifogott példány Olaszországból

Ez a hal általában 22 centiméter hosszú, de akár 50 centiméteresre is megnőhet. Legfeljebb 830 gramm súlyú. A hátúszók között üres hely található. Az első két hátúszó közelebb áll egymáshoz, mint a harmadik hátúszó a másodikhoz. Oldalvonala az egész testhosszában folytonos. Háti része kékesszürke, oldala felé pedig teljesen kifehéredik. Néha a mellúszók tövében egy kis fekete folt látható.

## Életmódja

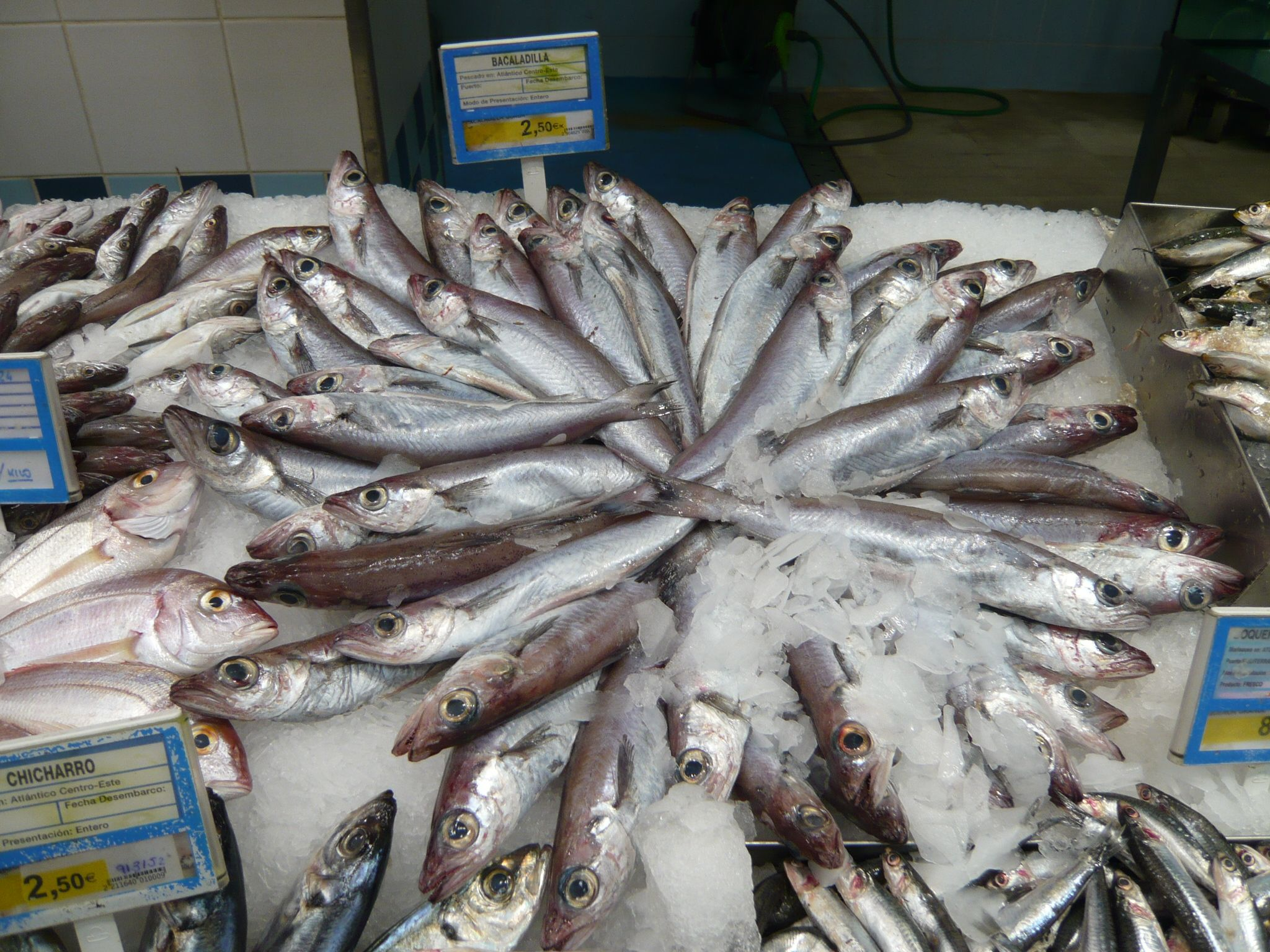
Fagyasztott halak egy spanyolországi halpiacon

A Micromesistius nem típusfaja tengeri halfaj, amely 150-3000 méteres mélységekben él, azonban általában 300-400 méteres mélységekben tartózkodik. A selfterületeket és a vízalatti lejtőket kedveli. Általában rákokkal táplálkozik, de a nagyobb példányok halakat és fejlábúakat is zsákmányolnak. Este és éjszaka feljön a felszín közelébe, nappal pedig visszavándorol a mélybe.
Legfeljebb 20 évig él.

## Felhasználása
A kék puha tőkehal jelentős gazdasági értékkel bír. Frissen vagy fagyasztva árusítják. Az ember táplálékként vagy halolajként fogyassza.